# تیم رالی جهانی فورد
تیم رالی جهانی فورد (انگلیسی: Ford World Rally Team) یک تیم اتوموبیل‌رانی در مسابقات رالی قهرمانی جهان است، این تیم که زیرمجموعه شرکت فورد موتور است مرکز آن در کامبریا، انگلستان قرار دارد.